# MYMX
MYMX (англ. Myomixer, myoblast fusion factor) – білок, який кодується однойменним геном, розташованим у людей на 6-й хромосомі. Довжина поліпептидного ланцюга білка становить 84 амінокислот, а молекулярна маса — 9 607.
| 10         |  | 20         |  | 30         |  | 40         |  | 50         |
| ---------- |  | ---------- |  | ---------- |  | ---------- |  | ---------- |
| MPTPLLPLLL |  | RLLLSCLLLP |  | AARLARQYLL |  | PLLRRLARRL |  | GSQDMREALL |
| GCLLFILSQR |  | HSPDAGEASR |  | VDRLERRERL |  | GPQK       |  |            |

A: Аланін

C: Цистеїн

D: Аспарагінова кислота

E: Глутамінова кислота

F: Фенілаланін

G: Гліцин

H: Гістидин

I: Ізолейцин

K: Лізин

L: Лейцин

M: Метіонін

P: Пролін

Q: Глутамін

R: Аргінін

S: Серин

T: Треонін

V: Валін